# 친체로 국제공항
친체로 국제공항(스페인어: Aeropuerto Internacional de Chinchero)은 페루 쿠스코의 친체로 지구에 건설되고 있는 국제공항이다. 알레한드로 벨라스코 아스테테 국제공항을 대체할 공항이다.

## 역사

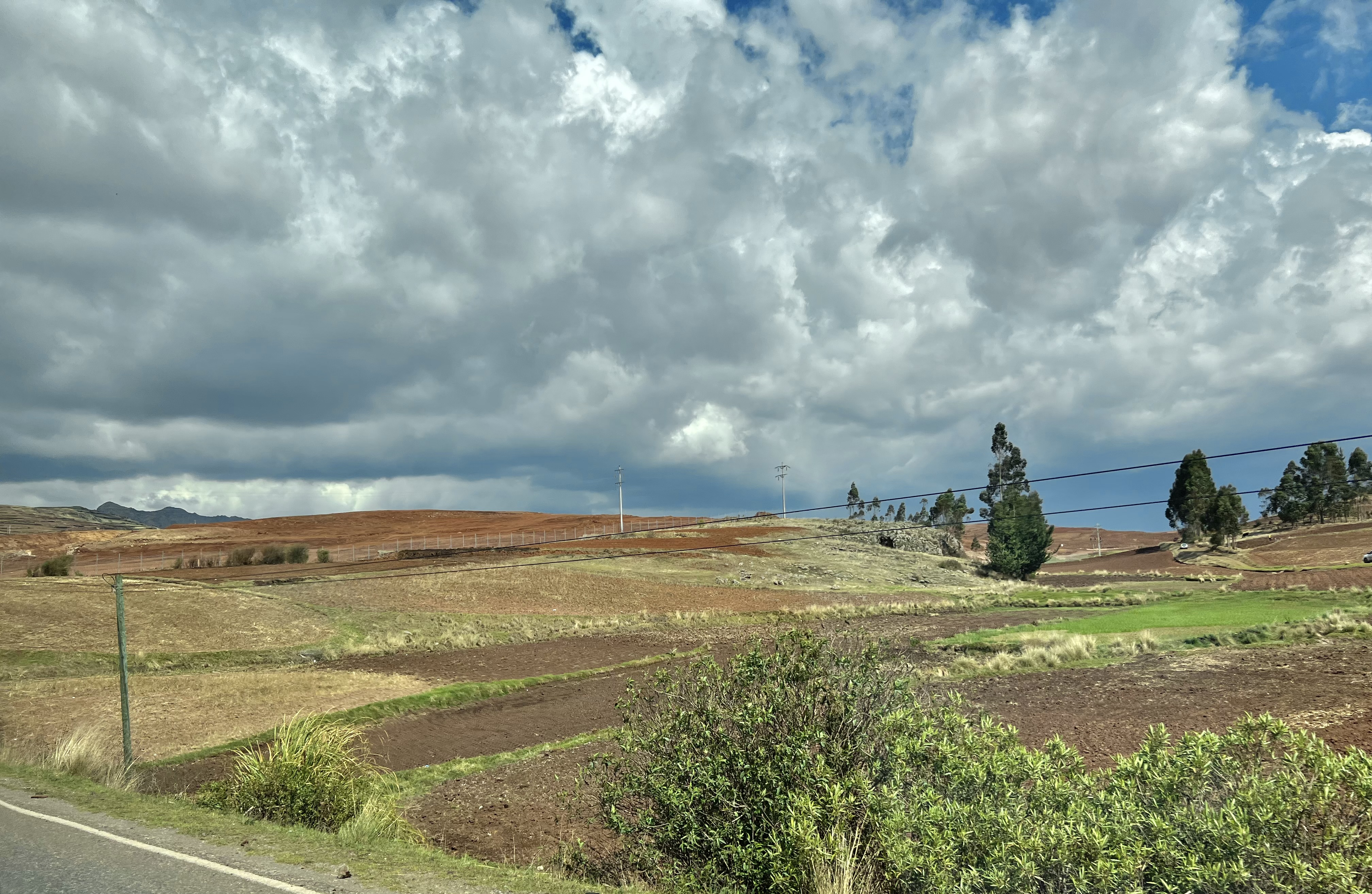
2021년 11월 공항 부지

친체로에 공항을 건설한다는 페루 정부의 구상은 1978년부터 본격 논의되기 시작하였으나, 페루 분쟁 등으로 인하여 계획이 무기한 연기되었다. 갈등이 가라앉자 개발 지역 주민들은 2011년 토지를 매각하기로 합의, 2012년에는 오얀타 우말라 대통령이 공항에 필요한 토지 국유화 허용 법률에 서명하였다. 2017년 2월 3일, 페드로 파블로 쿠친스키 대통령은 친체로 신공항 건설의 시작을 발표하였다.
2019년, 본격적인 공항 건설이 시작되었다. 2019년 10월 24일, 대한민국과 페루는 한국이 공항 건설에 협력하고 기술 지원을 제공할 것이라고 발표하였다. 대한민국은 컨소시엄을 꾸려 페루 정부를 대신하여 건설·시공사 선정과 공정 관리, 공항 시운전 등 사업 진행을 총괄하는 사업총괄관리(PMO) 사업을 수주한 바 있다.
공항 건설 계획이 발표될 당시 예상 개항일은 2021년이었으나, 페루의 코로나19 범유행으로 인하여 공항 개항이 2025년으로 연기되었다. 현대건설은 2021년 11월 19일 윤영준 사장이 참석한 가운데 공항 착공식을 가졌다.
2023년 9월 28일, 한국공항공사와 페루 정부는 약 340억 원 규모의 '친체로 신공항 운영지원 기술 컨설팅 사업'을 추진하기로 합의, 운영 컨설팅 사업을 담당할 예정이다.
2024년 6월 공사 지연으로 인해 예상 완료 날짜가 다시 2026년 9월로 연기되었다.

## 같이 보기
- 대한민국-페루 관계
- 페루의 교통